# Hleviše
Hleviše so naselje v Občini Logatec.